# Roy Lindqvist
Roy Nils Göte Lindqvist, född 1 augusti 1930 i Landskrona, död i januari 1987 i Malmö, var en svensk målare. 
Han var son till verkmästaren Sture August Lindqvist och Jenny Linnéa Morén och från 1955 gift med modetecknaren Ulla Anita Ottoson. Lindqvist studerade konst för Vilhelm Bjerke-Petersen i Stockholm 1949-1950 och vid Skånska målarskolan i Malmö 1950 samt vid den danska Konstakademien i Köpenhamn 1953-1955 och under studieresor till Spanien, Italien och Tunisien. Tillsammans med Marika Jovinge och Roy Evertsen ställde han ut på Folkets hus i Landskrona 1955. Han medverkade i samlingsutställningar med Malmö konstförening. Han tilldelades Svensk-danska kulturfondens stipendium och Malmö stads kulturstipendium. Hans konst består av stilleben, porträtt, figurer och landskap. Lindqvist är representerad vid Moderna museet, Aarhus Kunstmuseum och Malmö museum. Lindqvist är gravsatt i minneslunden på Limhamns kyrkogård.